# Chūgoku
La regió de Chūgoku (japonès: 中国地方, Chūgoku-chihō) està ubicada a la zona més occidental de Honshū, l'illa principal del Japó. De vegades se l'anomena San'in-San'yō (japonès: 山陰山陽地方, San'in-San'yō-chihō). Està formada per les següents prefectures: Hiroshima, Yamaguchi, Shimane, Tottori i Okayama, encara que d'aquesta darrera antigament només se n'incloïa la part occidental.
En japonès, la paraula Chūgoku i l'escriptura 中国, que significa «país central», també s'usa per a designar a la Xina. Per això, quan es vol fer referència a la regió de Chūgoku s'especifica la paraula «regió» al final (Chūgoku-chihō), encara que amb molts noms propis això no es fa, com en el cas del «Banc Chūgoku». Per a evitar la confusió sovint també s'empra la denominació San'in‐San'yō, especialment en àmbits turístics, formada a partir de les dues subregions (San'in al nord i San'yō al sud) en què està dividida Chūgoku per la seva serralada muntanyosa.
La ciutat més important i «capital» de facto és Hiroshima, centre industrial amb més d'un milió d'habitants. Aquesta ciutat és famosa per haver sofert un bombardeig atòmic durant la Segona Guerra Mundial que la va destruir gairebé completament i per haver estat reconstruïda durant la postguerra.